# Astronomie în infraroșu

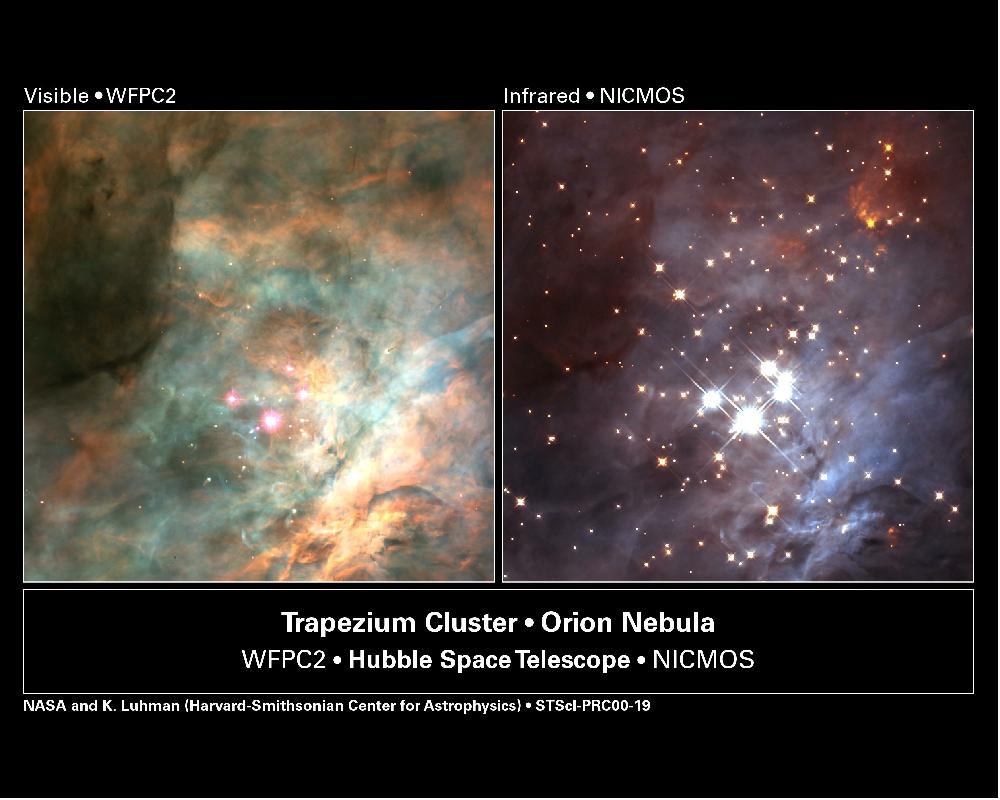
Roiul Trapezului fotografiat de Hubble în infraroșu (dreapta) și în lumină vizibilă (stânga). Infraroșul permite să se dezvăluie stelele mascate de către praful interstelar din această regiune de formare a stelelor.

Astronomia în infraroșu, deseori prescurtată în astronomie infraroșie, este ramura astronomiei și a astrofizicii care studiază partea situată în infraroșu a radiației emise de obiectele astronomice. Gama lungimilor de undă ale infraroșului se situează între 0,75 și 300 micrometri între la lumina vizibilă (0,3 la 0,75 micrometri) și undele submilimetrice. Lumina infraroșie emisă de către obiectele cerești este în parte absorbită de către vaporii de apă conținuți în atmosfera terestră. Pentru a ocoli această problemă cele mai multe telescoape în infraroșu sunt fie situate la altitudini mari (Observatorul Mauna Kea,VISTA,...),   fie sunt plasate pe orbită (Spitzer, IRAS (Infrared Astronomical Satellite), Herschel). Infraroșul mediu și îndepărtat nu sunt practic observabile decât din spațiu.

## Radiația electromagnetică și cunoașterea Universului
Cunoașterea noastră a Universului se sprijină mai ales pe radiația electromagnetică și într-un mod marginal, pentru mediul înconjurător apropiat de Pământ, pe observațiile in situ efectuate de navele spațiale. Completări ale informațiilor sunt aduse de particulele de materie izvorâte din Sistemul nostru Solar (meteoriți) sau din Galaxia Noastră (radiație cosmică) și de puțin timp de neutrino și undele gravitationale. Radiația electromagnetică joacă un rol central întrucât este produsă, în cea mai mare parte, de procese din Univers, este bogată în informații asupra condițiilor care au permis emisia sa (temperatură, presiune, câmp magnetic, natura și mișcarea particulelor, atomi, molecule sau granule solide) și în sfârșit circulă pe distanțe infinite. Aceasta a fost decupată în mai multe submulțimi în funcție de lungimea de undă (proprietatea sa cea mai marcantă) cu borne definite în principal prin metodele de detecție utilizate pentru observarea sa. Radiația electromagnetică cuprinde, prin creșterea lungimii de undă, radiația gama (undele cele mai scurte și care transportă cea mai importantă energie), razele X, ultravioletul, lumina vizibilă care este singura perceptibilă de către ochiul omenesc, infraroșul, microundele și undele radio (cele mai puțin energetice). Astronomia în infraroșu se sprijină pe analiza radiației infraroșii.

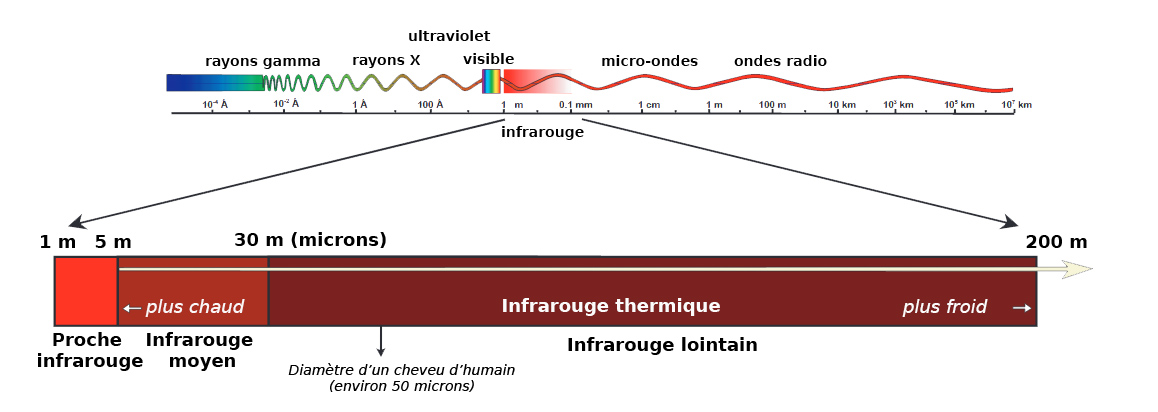
Decupaj al spectrului infraroșu în astronomie. Bornele (5,30 și 200 de microni) sunt în parte arbitrare și pot lua valori diferinte potrivit cu sursele profesiei.

Spectrul transmisiei din atmosferă. În spectrul vizibil, pierderile rezultă mai ales din difuziunea Rayleigh, în timp ce în infraroșu, ele provin din absorbție.

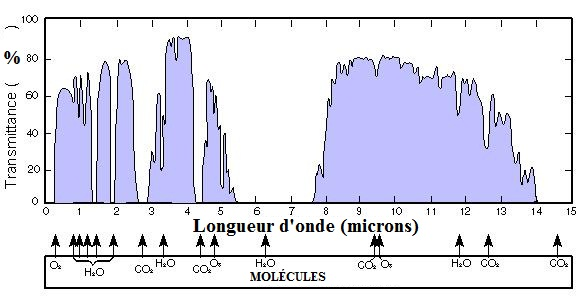
Transmisie din atmosferă în infraroșu, până la 15 microni, cât și princepalele molecule responsabile de absorbția luminii.

## Spectrul domeniului infraroșu
Radiațiile infraroșii se situează între sfârșitul spectrului vizibil (lumina roșie la 0,74 microni) și microunde. Limita superioară este relativ arbitrară și valoarea sa depinde de domeniul de aplicație. În astronomie, limita superioară a infraroșului este în general fixată la 300 microni (1.000 de microni în alte domenii de aplicație). Astronomii disting infraroșul apropiat (de la 0,75 la 5 micrometri), infraroșul mediu (de la 5 la 25 de micrometri) și infraroșu îndepărtat (de la 25 la 300 de micrometri).

### Infraroșul apropiat
Radiația infraroșie care are lungimi de undă apropiate de cele ale luminii vizibile (infraroșul apropiat de la 0,7 la 4 microni corespunzând benzilor J, H, K și L) se comportă într-o manieră foarte asemănătoare luminii vizibile, și poate fi detectată utilizând dispozitive electronice asemănătoare. De aceea, regiunea infraroșului apropiat al spectrului este în general încorporat ca fiind un element al spectrului «optic», împreună cu ultravioletul apropiat (cele mai multe instrumente științifice  cum sunt telescoapele optice acoperă infraroșul apropiat cât și ultravioletul). Observațiile în acest domeniu al infraroșului apropiat (între 0,7 și 2,5 microni) pot fi conduse pe Pământ, cu ajutorul unui telescop optic prevăzut cu un detector sensibil la infraroșu de tip CCD.

### Infraroșul mediu și îndepărtat
Detecția undelor cu lungimi de undă superioare a 4 microni este mai complexă. Gazele componente ale atmosferei terestre și îndeosebi vaporii de apă interceptează în totalitate sau în mare parte radiația între 0,8 și 14,5 microni. Pe de altă parte observația este puternic perturbată de radiația termică produsă de atmosfera terestră  care, ca orice corp a cărui temperatură este diferită de zero absolut, radiază energie în infraroșu inclusiv lungimi de undă care depind de temperatura sa (legea lui Planck). Radiația termică infraroșie emisă de atmosfera terestră acoperă o largă bandă spectrală al cărei vârf se sitează în jurul a 10 microni și care afectează îndeosebi lungimile de undă cuprinse între 4,6 și 40 microni. Această radiație infraroșie se suprapune peste emisiile surselor cerești.
Radiația cuprinsă între 14,5 și 400 de microni este complet interceptată și observațiile trebuie să fie efectuate de pe vârfurile munților, de pe baloane, din avioane sau din telescoape spațiale. Dacă observația este efectuată de pe un observator terestru ea necesită nu doar o atmosferă uscată. 
Observarea infraroșului îndepărtat (dincolo de 40 de microni) necesită plasarea telescopului pe orbită în jurul Pământului. Unul dintre cele mai cunoscute este IRAS, care a fost lansat în 1983. Era prevăzut cu detectoare sensibile la lungimi de undă de 10, 25, 60 și 100 de micrometri; a realizat prima hartă în infraroșu a cerului, repertoriind peste 200.000 de surse.

## Observarea radiației infraroșii

### Ferestrele atmosferice
Pentru observatoarele terestre o parte importantă din radiația electromagnetică infraroșie este fie blocată, fie absorbită de atmosfera terestră. Exită totuși ferestre atmosferice în care absobția radiației electromagnetice de către atmosfera terestră este minimă. Principalele două ferestre sunt situate între 3 și 5 µm și între 8 și 14 µm.
| Gama de lungimi de undă micrometrice | Benzi astronomice                                         | Transparența atmosferei                                  | Emisiune termică a atmosferei                  | Tip observator                                                            |
| ------------------------------------ | --------------------------------------------------------- | -------------------------------------------------------- | ---------------------------------------------- | ------------------------------------------------------------------------- |
| 0,65 à 1,0 microni                   | Benzile R și I                                            |                                                          |                                                | Toate telescoapele optice                                                 |
| 1,1 la 1,4 microni                   | Banda J                                                   | Mare                                                     | Scade noaptea                                  | Telescoape optice sau infraroșii                                          |
| 1,5 la 1,8 microni                   | Banda H                                                   | Mare                                                     | Foarte scăzută                                 | Telescoape optice sau infraroșii                                          |
| 2 la 2,4 microni                     | Banda K                                                   | Mare                                                     | Foarte scăzută                                 | Telescoape optice sau infraroșii                                          |
| 3 la 4 microni                       | Banda L                                                   | Mare                                                     | 3 la 3,5 microni: Medie 3,5 la 4 microni: Mare | Câteva telescoape optice sau infraroșii                                   |
| 4,6 la 5 microni                     | Banda M                                                   | Slabă                                                    | Mare                                           | Cele mai multe telescoape infraroșii dedicate și câteva telescoape optice |
| 7,5 la 14,5 microni                  | Banda N                                                   | 8 la 9 microni și 10 la 12 microni: bună Altele: scăzută | Foarte mare                                    | Cele mai multe telescoape infraroșii dedicate și câteva telescoape optice |
| 17 la 40 de microni                  | 17 la 25 de microni: Banda Q 28 la 40 de microni: banda Z | Foarte slabă                                             | Foarte mare                                    | Unele telescoape infraroșii dedicate și câteva telescoape optice          |
| 330 la 370 de microni                |                                                           | Foarte slabă                                             | Slabă                                          | Unele telescoape infraroșii dedicate și câteva telescoape optice          |
| 450 de microni                       | Astronomie submilimetrică                                 |                                                          |                                                | Telescoape submilimetrice                                                 |

### Detectoarele radiației infraroșii
Ca pentru toate radiațiile electromagnetice, detecția radiației infraroșii este realizată măsurând interacțiunea dintre aceasta și materie. Detectorul măsoară schimbarea stării acesteia din urmă. Typul de detector utilizat depinde de cantitatea de energie purtată de radiație. Pentru infraroșu, potrivit lungimii de undă, sunt utilizate trei tehnici.

#### Efectul fotoelectric (până la un micron)
Dacă energia fotonului este superioară unui electronvolt (radiație inferioară unui micron: infraroșu la limita vizibilului) detectorul utilizează  efectul fotoelectric. Fotonul infraroșu incident lovește un material semiconductor ales pentru proprietățile sale și dacă energia sa este suficientă (superioară pragului care caracterizează acest material), detectorul emite un electron și produce un curent care poate fi măsurat.

#### Efectul fotoconductor (de la 1 la 200 de microni)
Când radiația infraroșie are o energie inferioară unui electronvolt și superioară câtorva milielectronvolți (lungime de undă mai mică de 200 de micrometri) este utilizat efectul fotoconductor. Fotonul nu reușește să treacă bariera de suprafață, dar ionizează un atom al solidului ceea ce modifică conductivitatea electrică a semiconductorului. Nu se declașează decât deasupra unui anumit prag de energie a fotonului incident care depinde de materialul utilizat. În starea naturală unele materiale sunt sensibile la acest efect (fotoconductori intrinseci): germaniul, siliciul, sulfura de cadmiu. Pentru a coborî pragul de detecție, se inserează concentrații slabe de impurități selecționate cu grijă. Acestea sunt fotoconductoare extrinseci, cum este siliciul dopat cu arsenic. Detectoarele cele mai populare sunt telurura de mercur-cadmiu  (HgCdTe) pentru infraroșul apropiat (până la 2,4 microni), antimoniura de indiu (InSb), siliciul dopat cu arsenic care permit observații la 10 (instrumentul VISIR al VLT) și la 24 de microni (instrumentul IRAC al telescopului spațial Spitzer). Siliciul dopat cu antimoniu (Si:Sb) permite să se meargă până la 40 de microni (instrumentul IRS al telescopului spațial Spitzer). Germaniul dopat cu galiu (Ge:Ga) permite trecerea limitei de 40 de microni și efectuarea detecțiilor până la 200 de microni.

#### Efectul termic (peste 200 de microni)
Când lungimea de undă a radiației infraroșii este superioară a 200 de microni (radiație infraroșie de energie slabă), detecția radiației infraroșii este efectuată măsurând efectul termic (fluctuațiile termice) cu ajutorul unui bolometru. Bolometrul este constituit din două părți cuplate pe planul termic: un material care absoarbe radiația și o rezistență care face oficiul de termometru. Telescopul spațial Herschel era echipat cu un bolometru cu germaniu dopat cu galiu care acoperă banda spectrală între 60 și 210 microni (infraroșu îndepărtat) compus din 2.560 de bolometre individuale. Pentru acest tip de radiație, sursa de zgomot cea mai importantă este de origine termică. De aceea temprratura detectorului trebuie să fie menținută cât mai scăzută posibil (0,3 K în cazul telescopului Herschel).

## Astronomia în infraroșu
Infraroșul face posibilă studierea obiectelor cerești care nu pot fi observate în lumină vizibilă (parte a spectrului electromagnetic, vizibilă de ochi) sau ale căror caracteristici sunt parțial dezvăluite de radiațiile infraroșii pe care le emit:
- În spațiu numeroase regiuni nu sunt observabile în lumină vizibilă deoarece sunt ascunse de către un nor gros de gaz sau de praf interstelar. Radiația infraroșie emisă de aceste obiecte are capacitatea de a traversa aceste obstacole fără să fie blocată sau disperată. Astronomia infraroșie permite astfel să se studieze centrul Galaxiei Noastre, invizibil cu ochiul, sau regiuni ale Galaxiei în care se formează stelele și care sunt bogate în praf.

- Numeroase obiecte prezente în Univers sunt prea reci și prea puțin luminoase pentru a fi detectate pentru a fi vizibile, dar pot fi observate  în infraroșu. Acestea sunt stelele reci, galaxiile infraroșii, norii de praf, piticele cenușii și planetele. De exemplu radiația infraroșie a permis să se observe discul de materiale care înconjoară o protostea. În cazul exoplanetelor, în timp ce în lumina vizibilă, radiația emisă de stea maschează planeta, în infraroșu, radiația stelei este mult mai slabă ceea ce permite detectarea planetei.

- Radiația electromagnetică emisă de către galaxiile cele mai îndepărtate suferă un decalaj spre roșu datorat expansiunii Universului care le îndepărtează, cu viteze foarte mari, de Galaxia Noastră. Cu cât sunt mai departe, cu atât viteza este mai importantă. Lungimea de undă a radiației observate pe Pământ crește proporțional cu această viteză (Efectul Doppler), iar lumina vizibilă pe care o emit este observată în infraroșu. Astronomia infraroșie joacă, în acest fel, un rol central în observarea galaxiilor care s-au format în urmă cu mai multe miliarde de ani.

- Obiectele cerești observabile în lumină vizibilă sunt observabile și în infraroșu. Pentru aceste obiecte, infraroșul aduce informații complementare îndeosebi natura moleculelor și atomii care compun materia acestor obiecte.

Aspectul cerului în infraroșu este foarte diferit de cel revelat în lumină vizibilă. Stelele se formează în nori mari și denși în care gazul este intim amestecat cu granule de praf. Acești nori sunt complet opaci luminii vizibile: pe hărțile cerești obișnuite, ei apar sub aspectul unor mari pete întunecate. În infraroșu, din contra, acestea sunt regiuni foarte strălucitoare. Radiația stelelor în formare este absorbită de către praf, care încălzit astfel, emit în infraroșu. În acest fel se pot observa, în mod direct, stelele în formare, grație propriei lor radiații, și măsura nivelul formării stelelor dintr-o galaxie, în funcție de luminozitatea sa în infraroșu.
Astfel obiectele cu temperaturi de câteva sute de Kelvin emit maximul energiei lor termice în infraroșu. De aceea detectoarele infraroșii trebuie menținute răcite, altfel radiația detectorului însuși eclipsează sursa cerească.
Cerul infraroșu își schimbă aspectul în funcție de lungimea de undă la care este observat: astfel, în jur de 2 µm, cea mai strălucitoare stea de pe cer este Betelgeuse, supergiantă roșie din constelația Orion, în timp ce în jur de 10 µm acest titlu revine stelei Eta din constelația Carina. În infraroșul îndepărtat, sursele devin extinse unghiular: sunt în principal nori de materie interstelară și galaxii. 

### Telescoape cu raze infraroșii
Întrucât infraroșiile sunt în esență radiații calde, telescoapele cu raze infraroșii (care sunt practic identice cu telescoapele optice) au nevoie de scuturi termice și trebuie răcite cu azot lichid pentru a forma imaginea.De aceea, numeroase telescoape cu infraroșu sunt instalate în regiunile antarctice, unde condițiile, pentru acest scop, sunt cele mai bune pe Pământ. Cu toate acestea, este posibilă eliminarea completă a emisiilor infraroșii de fundal pe imagine, folosind telescoape reflectoare având oglinda secundară subdimensionată (reducând totuși dimensiunea pupilei de ieșire și câmpul vizual); se evită astfel necesitatea răcirii sistemului cu azot lichid.
Cu toate acestea, aceste măsuri nu sunt necesare pentru observarea în infraroșu îndepărtat, întrucât fundalul termic nu emite în aceste lungimi de undă și, prin urmare, poate fi eliminat prin utilizarea unor filtre. Un alt truc adoptat pentru a dispersa căldura este vopsirea cu culori întunecate (negru) a structurii telescoapelor.
Cu toate acestea, într-o măsură mai mare decât în cazul telescoapelor optice, spațiul este de departe locul ideal pentru utilizarea telescoapelor cu raze infraroșii: atmosfera Pământului împiedică o mare parte din razele infraroșii ale spectrului să ajungă la noi, cu excepția unor zone destul de restrânse. Au fost lansate numeroase telescoape spațiale precum IRAS, ISO, Herschel Space Observatory și Spitzer pentru a efectua observații în infraroșu.

## Istoria astronomiei în infraroșu

### Descoperirea radiației infraroșii
Radiația infraroșie a fost descoperită în 1800 de către astronomul britanic William Herschel. Acest german, de formație muzician, a ales să devină englez în 1857 și astronom al regelui Angliei. Preocupat de evoluțiile climatice, a descoperit că radiația stelelor poate varia în timp. A hotărât să observe Soarele pentru a identifica schimbări similare. Observarea directă a Soarelui cu ajutorul unui telescop nu este posibilă întrucât produce o deteriorare permanentă a ochiului. Pentru reducerea intensității luminoase calorice a radiației, se interpun filtre. Herschel a descoperit că interpunând un filtru roșu, practic tot fluxul luminos este întrerupt, însă căldura continuă să traverseze filtrul. Pe de altă parte, un filtru verde oprește căldura, dar lasă să treacă prea multă lumină. În epoca lui Herschel, se considera că toate culorile transportă aceeași cantitate de căldură, așa că a decis să-și perfecționeze măsurătorile. A hotărât să utilizeze o prismă pentru a descompune radiația solară și a așezat termometre pentru a măsura căldura transportată de radiațiile de diferite culori. A descoperit că roșul transportă mai multă căldură decât verdele, care transportă mai mult decât albastrul. Pentru a se asigura că măsurătorile nu sunt denaturate de temperatura încăperii, Herschel a măsurat temperatura de o parte și de cealaltă a spectrului luminos. A interpretat acest fenomen prin prezența unei radiații invizibile emise de Soare, care ascultă de legile opticii și care transportă căldura. A denumit această radiație raze calorifice și a demonstrat că aceasta poate fi reflectată, transmisă și absorbită întocmai ca lumina vizibilă.

### Dezvoltarea primelor detectoare de infraroșu
Experimentul lui Herschell nu a putut detecta radiații infraroșii de la alte stele decât Soarele, deoarece lumina emisă de acestea, care ajunge pe Pământ, nu este suficientă pentru a permite măsurarea ei. Astronomia infraroșie a început în anii 1830, dar progresul a fost lent. În 1821, fizicianul Thomas Johann Seebeck a descoperit că o diferență de temperatură între două metale diferite puse în contact între ele a generat un curent electric. Această descoperire a permis punerea la punct a termocuplului, un instrument de măsurat temperatura mult mai precis decât termometrul cu mercur utilizat până atunci. Astronomul Charles Piazzi Smyth a fost primul care a utilizat termocuplul în scopuri astronomice: în 1856, a utilizat acest detector instalat pe un telescop pe care l-a construit pe vârful Guajara pe Tenerife, pentru a observa radiația infraroșie a Lunii. Făcând noi observații la altitudini diferite pe acest vârf, el a constatat că radiația infraroșie este cu atât mai mare cu cât altitudinea este mai mare. Acesta este primul indiciu care arată că radiațiile infraroșii sunt interceptate parțial de atmosfera Pământului. Lawrence Parsons a măsurat, în 1873, radiațiile infraroșii emise de Lună în diferitele sale faze. Însă sensibilitatea scăzută a termocuplurilor fabricate la acea vreme a limitat progresul astronomiei infraroșii. Ernest Fox Nichols a folosit un radiometru Crookes modificat pentru a detecta radiațiile infraroșii de la stelele Arcturus și Vega, dar Nichols a găsit rezultatele neconcludente. În 1878, astronomul american Samuel Pierpont Langley a inventat bolometrul care măsoară radiațiile infraroșii cu lungimi de undă mai mari decât cele identificate de Herschell și măsurabile prin termocupluri. Acest lucru a dus la împărțirea radiațiilor infraroșii în două submulțimi: infraroșul apropiat și infraroșul îndepărtat. Abia la începutul secolului al XX-lea, Seth Barnes Nicholson și Edison Pettit au dezvoltat un detector cu termopilă suficient de sensibil pentru a permite observarea a o sută de stele. Până în al Doilea Război Mondial, observațiile în infraroșu au fost neglijate de astronomi.

### Începuturile astronomiei în infraroșu
Al Doilea Război Mondial, ca principalele conflicte moderne, a stimulat cercetarea și a dus la descoperiri tehnologice. În 1943, inginerii germani au dezvoltat un dispozitiv de vedere nocturnă (în germană Nacht Jager). Detectorul este format din sulfură de plumb (II) care reacționează direct la bombardamentul cu fotoni cu infraroșu. Rezistența sa electrică se schimbă. Sensibilitatea sa poate fi îmbunătățită prin răcirea acesteia. La sfârșitul războiului, detectorul a găsit aplicații în domeniul civil, iar în anii '50, astronomii au început să-l folosească pentru a detecta surse infraroșii cerești. Pentru a-i îmbunătăți performanța, detectorul este cufundat într-un vas Dewar, o butelie izolată, care este umplut cu un lichid a cărui temperatură este foarte scăzută. Primul lichid utilizat a fost azotul lichid care menține temperatura la -190° C. Cu acest nou detector, astronomii măsoară radiațiile infraroșii de pe planetele din Sistemul Solar. Rezultatele le-a permis să identifice semnătura spectrală a componentelor atmosferei lor care nu pot fi identificate în lumină vizibilă. Astfel, au descoperit prezența dioxidului de carbon în atmosfera de pe Marte și Venus și cea a metanului și a amoniacului în cea a lui Jupiter. Ulterior lichidul de răcire a fost înlocuit cu hidrogen lichid.
Pentru a evita interceptarea radiațiilor infraroșii cerești de atmosfera Pământului, astronomii au început să folosească în anii '60 detectoare instalate pe avioane, balonul și rachete sondă. Datele colectate cu aceste mijloace evidențiază noi surse infraroșii care nu puteau fi explicate de știința vremii.